# 画堂春
画堂春，词牌名。調見《淮海集》，以詠畫堂春色，取為名。雙調四十七字，上阕四平韵，下阕三平韵。

## 词牌格式
註：
平表示平聲，
仄表示仄聲，
仄表示本仄可平，
平表示本平可仄，粗體表示韻腳。

### 正體
雙調四十七字，上阕四句四平韻，下闋四句三平韻，一韻到底。

平平仄仄仄平平，平平仄仄平平。平平仄仄仄平平，仄仄平平。
仄仄平平仄仄，平平仄仄平平。平平仄仄仄平平，仄仄平平。

例词：
- 秦观

落紅鋪徑水平池，弄晴小雨霏霏。杏花憔悴杜鵑啼，無奈春歸。
柳外畫樓獨上，憑欄手撚花枝。放花無語對斜暉，此恨誰知？
- 納蘭性德

一生一代一雙人，爭教兩處銷魂。相思相望不相親，天為誰春？
漿向藍橋易乞，藥成碧海難奔。若容相訪飲牛津，相對忘貧。